# Rivière de Mont-Louis Ouest
Pour les articles homonymes, voir Louis et Mont-Louis.
La Rivière de Mont-Louis Ouest est un affluent de la rive ouest de la rivière de Mont-Louis laquelle coule vers le nord jusqu'au littoral sud du golfe du Saint-Laurent où elle se déverse à la hauteur du village de Saint-Maxime-du-Mont-Louis.
La "rivière de Mont-Louis Ouest" coule dans le territoire non organisé de Mont-Albert et de la municipalité de Saint-Maxime-du-Mont-Louis, dans la municipalité régionale de comté (MRC) de La Haute-Gaspésie, dans la région administrative de la Gaspésie-Îles-de-la-Madeleine, au Québec, au Canada.

## Géographie
La rivière de Mont-Louis Ouest prend sa source au lac de Mont-Louis dans le territoire non organisé du Mont-Albert, dans les monts Chic-Chocs.
Cette embouchure de lac est située à 24,5 km au sud du littoral sud de l'estuaire du Saint-Laurent. À partir de ce lac de tête, la "Rivière de Mont-Louis Ouest" coule dans une vallée encaissée sur 23,5 km répartis selon les segments suivants :
- 3,1 km vers le sud, dans le territoire non organisé du Mont-Albert, jusqu'à l'embouchure des six Lacs Boisbuisson qui forment une série s'étendant sur 2,9 km ;
- 1,1 km vers le sud-est, jusqu'à la confluence d'un ruisseau (venant du sud-ouest) ;
- 1,4 km vers l'est, jusqu'à la confluence d'un ruisseau (venant du nord) ;
- 3,8 km vers l'est, jusqu'à la rive ouest du « Petit lac de Mont-Louis » ;
- 0,6 km vers le nord en traversant le « Petit lac de Mont-Louis », jusqu'au détroit (long d'environ 140 m) séparant le « Petit lac de Mont-Louis » et le « Lac de Mont-Louis » ;
- 1,6 km vers le nord-est, jusqu'à l'embouchure du « Lac de Mont-Louis » ;
- 5,8 km vers le nord en formant une courbe vers l'est, jusqu'à la limite du territoire non organisé du Mont-Albert et de la municipalité de Saint-Maxime-du-Mont-Louis ;
- 0,8 km vers le nord, jusqu'au « Crique à Bernard » (venant du nord-ouest) ;
- 2,8 km vers le nord-est, jusqu'à la confluence d'un ruisseau (venant du sud) ;
- 2,5 km vers le nord-est, jusqu'à sa confluence[2].

La rivière de Mont-Louis Ouest se déverse sur le littoral ouest de la rivière de Mont-Louis, laquelle s'écoule vers le nord jusqu'au littoral sud de l'estuaire du Saint-Laurent.

## Toponymie
Dans ce secteur, plusieurs toponymes « Mont-Louis » désignent plusieurs entités géographiques : rivières, mont, village, municipalité et anse.
Le toponyme "Rivière de Mont-Louis Ouest" a été officialisé le 17 août 1978 à la Commission de toponymie du Québec.